# Базелево
Базелево (баш. Базелев) — деревня в Федоровском районе Республики Башкортостан Российской Федерации. Входит в состав Дедовского сельсовета. 

## География

### Географическое положение
Расстояние до:
- районного центра (Фёдоровка): 19 км,
- центра сельсовета (Дедово): 4 км,
- ближайшей ж/д станции (Мелеуз): 83 км.

Находится на берегу реки Ашкадар.

## Население
| 2002 | 2009 | 2010 |
| ---- | ---- | ---- |
| 3    | →3   | ↘1   |

Национальный состав
Согласно переписи 2002 года, преобладающая национальность — русские (100 %).